# Lukavica (district de Bardejov)
Pour les articles homonymes, voir Lukavica.
Lukavica est un village de Slovaquie situé dans la région de Prešov.

## Histoire
Première mention écrite du village en 1389.

## Démographie

### Évolution de la population
| Année:               | 1994. | 2004.   | 2014.  | 2024.   |
| -------------------- | ----- | ------- | ------ | ------- |
| Nombre de personnes: | 399   | 375     | 381    | 371     |
| Différence:          |       | -6,01 % | +1,6 % | -2,62 % |

| Année:               | 2023. | 2024.   |
| -------------------- | ----- | ------- |
| Nombre de personnes: | 376   | 371     |
| Différence:          |       | -1,32 % |